# Barbut cellablanc
El barbut cellablanc (Stactolaema leucogrammica) és una espècie d'ocell de la família dels líbids (Lybiidae) que ha estat considerat una subespècie del barbut d'orelles blanques.

Habita selva humida i bosc de ribera del sud i centre de Tanzània.